# Хэншоу, Аннетт
Аннетт Хэншоу (англ. Annette Hanshaw), полное имя — Кэтрин Аннетт Хэншоу (англ. Catherine Annette Hanshaw); 18 октября 1901 — 13 марта 1985) — американская джазовая певица эпохи «ревущих двадцатых».

## Биография
Долгое время считалось, что Аннетт родилась в 1910 году и начала карьеру незадолго до своего шестнадцатилетия. Однако, её племянник (Фрэнк В. Хэншоу Третий), подтвердил, что 1901 является годом, указанным в свидетельстве о рождении. Таким образом Аннетт было 25 лет на момент ее первой коммерческой записи в сентябре 1926 года. 
Кэтрин Аннетт Хэншоу родилась в Нью-Йорке. Её родители — Фрэнк Уэйн Хэншоу-старший и Мэри Гертруда МакКой, кроме Аннетт воспитывали двоих сыновей.
Певица дважды была замужем: в 1929 году она вышла замуж за сотрудника лейбла Pathé Records Генри Роуза, позже ставшего её менеджером. В 1937 году певица покидает мир шоу-бизнеса ради размеренной жизни домохозяйки. После смерти Роуза в 1954 году певица некоторое время работала волонтёром в церкви Святой Агнессы в Нью-Йорке. Оправившись от потери, она узаконила отношения с Хербом Куртином.
Не оставив после себя наследников, Аннет Хэншоу скончалась от рака в 1985 году.

## Карьера

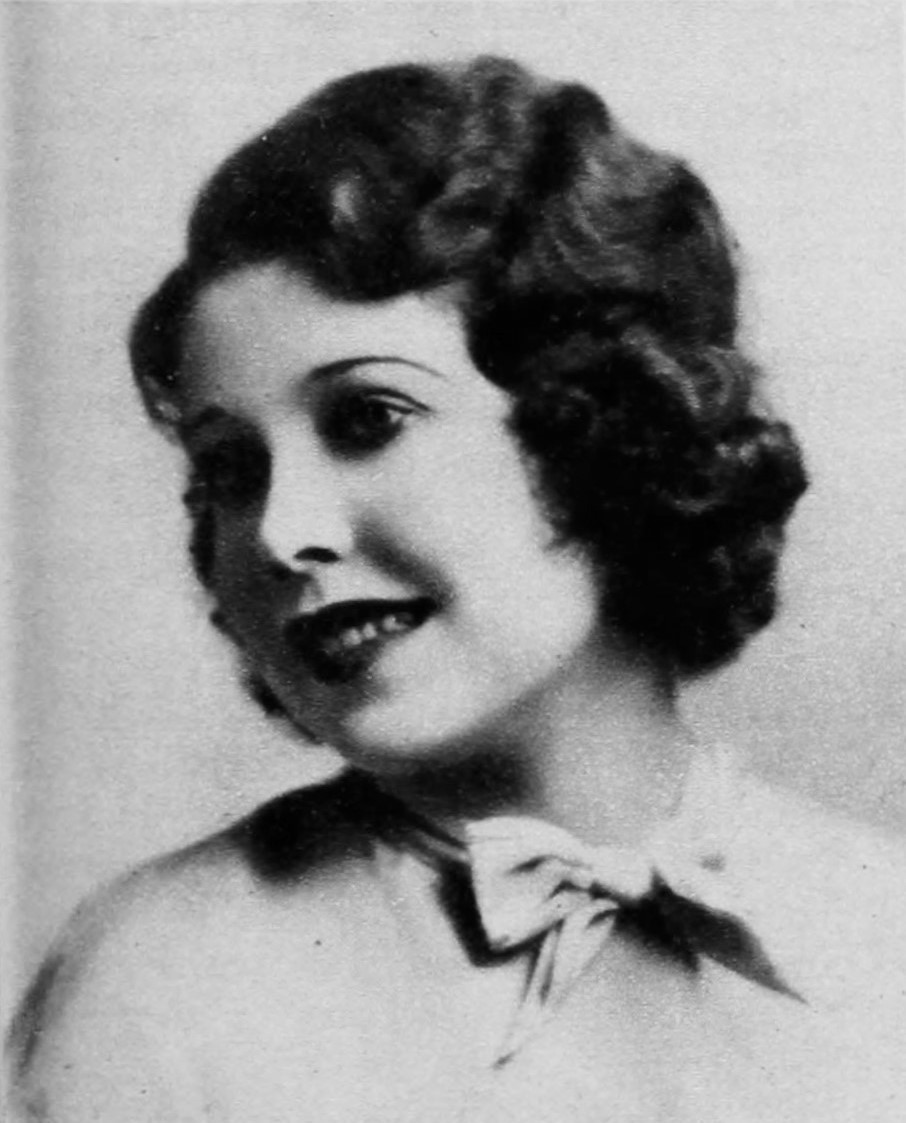
Хэншоу, примерно 1933 год

Начала карьеру в 1926 году, покоряя публику своим невинным голосом инженю в сочетании с образом современной девушки. Визитной карточкой певицы являлась кокетливо произносимая в конце песен фраза «That’s all» (с англ. — «Это всё»).
В марте 1926 года Аннетт спела несколько песен на местном радио, а в сентябре вышли её первые записи.  Начиная с 1928 года, она записывалась на лейбле Columbia Records. В то время певица использовала  различными псевдонимами — Гэй Эллис, Дот Дэйр и Пэтси Янг. Последние два фигурировали в тех записях,  где Хэншоу имитировала голос Хелен Кейн, озвучивавшей популярную героиню американских мультфильмов 1930-х Бетти Буп. Имитация удавалась певице настолько удачно, что сама Кейн говорила: «Аннетт звучит более похоже на меня, чем я сама!». Кейн и Хэншоу были хорошими подругами.
C 1930 по 1932 год Хэншоу появлялась в радиошоу  Maxwell House Show Boat на NBC Radio. Запись Аннет Хэншоу, исполняющей песню «We Just Couldn’t Say Goodbye», является единственной сохранившейся видеозаписью с участием певицы. С октября 1934 по июль 1935 она появлялась в совместных шоу под названием Camel Caravan с популярным в Америке оркестром Каса Лома. Позже она приняла участие в ряде других радиопередач. Завершила музыкальную карьеру 6 декабря 1937 года выступлением в Chevrolet Musical Moments Revue.

## В культуре
В американском мультфильме 2008 года «Сита поёт блюз» режиссёра — мультипликатора Нины Пэйли главная героиня поёт голосом Аннет Хэншоу.